# FKL
Az FKL gördülőcsapágy- és kardántengelygyár Temerinben, Szerbiában. Egyedülálló csapágy- és kardántengelygyár Szerbiában és a volt Jugoszlávia országaiban. 

## Története
A vállalatot 1961. november 18-án alapították METALUM Fémfeldolgozó Szolgálat és Gyártó-Iparos Szövetkezet néven, jármű- és traktoralkatrészek előállítása, valamint szolgáltatásnyújtás céljából, a fémfeldolgozás területén. 
1965. február 3-án a vállalat nevét Gördülőcsapágy és kardángyár, Temerin elnevezésre változtatták, vagy rövidítve FKL. Ettől a pillanattól kezdve a gyár termelésének fő iránya csapágyak gyártása lett. Ez volt az alaptevékenység aktív fejlesztésének kezdete; bevezették az esztergályozást, hőkezelést, csiszolási és összeszerelési eljárást. A cég szintén bevezette a csapágyak javítását, karbantartását és tesztelését. 
1975 óta a gyár teljes mértékben csapágyak és kardántengelyek gyártásával foglalkozik. 
1980 és 1990 között a gyár gyorsan fejlődött és új, korszerű berendezéseket vásárolt. Ebben az időszakban több orsógépet, valamint esztergályozáshoz és csiszoláshoz szükséges CNC-gépeket vásároltak. 
1986-ban a gyárat áthelyezték egy, Temerin ipari övezetében lévő új gyártóüzembe, ahol két modern termelőüzemet építettek, amely összterülete 25 000 m2. 
1987 és 1988 között beszerezték és üzembe helyezték az AICHELIN kályhát, amely a gyűrűk hőkezelésére szolgál. 
1990-ben az FKL-t részvénytársasággá alakították. 
2009-ben elindult a privatizációs folyamat.
2015-ben sikeresen befejeződött a privatizációs folyamat. Ma az FKL 100%-ban magántulajdonban van. 
2017-ben az FKL lett az oroszországi Rostselmash, Llc kombájngyár csapágyainak fő szállítója. 
2018-ban az FKL jogi státusa részvénytársaságból korlátolt felelősségű társasággá alakult (DOO). 

## Az FKL ma
Az FKL mezőgazdasági gépekre szolgáló csapágyak és csapágyegységek előállítására specializálódott gyár. Azon ritka csapágygyárak közé tartozik, amelyek teljes gyártási ciklussal rendelkeznek, beleértve az esztergálást, a hőkezelést, a ketrecek gyártását, a csapágyak köszörülését és összeszerelését. A gyár mintegy 700 alkalmazottat foglalkoztat,termékeinek 90% -át pedig a világ minden részére exportálja, elsősorban az EU-országokba, Oroszországba, Ukrajnába, az Egyesült Államokba, Új-Zélandra, Törökországba és Egyiptomba. Az FKL gyártási programja több mint 5000 különböző típusú, rendeltetésű és jellegzetességű csapágyat foglal magába. A gyár ISO 9001:2015, ISO 14001:2015, OHSAS 18001:2007 tanúsítvánnyal rendelkezik. Az FKL folyamatosan új termékeket fejleszt, fejleszti a technológiai folyamatokat és minden erőforrását. Emellett együttműködik Temerin községgel, a Szerbiai Gazdasági Kamarával és a Lukijan Mušicki középiskolával, ahol a tanulók duális oktatási program keretén belül tesznek szert a képzettségre és fémfeldolgozó képesítést szereznek. Az FKL a Tempus projektben is részt vesz, a Belgrádi Gépészmérnöki Karral együttműködve, az Esztergályozás és csiszolás feldolgozásának és gépi megmunkálásának technológiája című kézikönyvet pedig az Újvidéki Egyetem Műszaki Tudományok Karának professzoraival együttműködve adták ki. 

## Az FKL termelési programja
1) Szabványos gyártási program:
- önbeállító golyóscsapágyak (Y program);
- egysoros golyóscsapágyak;
- szürke és gömbgrafitos öntöttvasból készült házak;
- csapágyegységek.

2) Speciális program mezőgazdasági gépekhez:
- tárcsacsapágyak;
- vetőgépcsapágyak;
- hengercsapágyak;
- kombájncsapágyak;
- kinyomó csapágyak;
- egyéb speciális csapágyak.

3) Kardántengelyek és kapcsolódó alkatrészek:
- mezőgazdasági gépekhez;
- ipari célokra;
- gépjárművekhez.

## Fordítás
Ez a szócikk részben vagy egészben  a   Fabrika kotrljajućih ležajeva i kardana FKL című szerb Wikipédia-szócikk ezen változatának fordításán alapul.  Az eredeti cikk szerkesztőit annak laptörténete sorolja fel. Ez a jelzés csupán a megfogalmazás eredetét és a szerzői jogokat jelzi, nem szolgál a cikkben szereplő információk forrásmegjelöléseként.